# Sergio Pellissier
Sergio Pellissier (Aosta, Italia; 12 de abril de 1979) es un exfutbolista profesional italiano que jugó como delantero principalmente en el ChievoVerona, club en el que estuvo desde el año 2002 hasta el 2019. Es director general del Rovigo Calcio, además de dueño, presidente y jugador del Clivense, equipo amateur que fundó en 2021.
Comenzó a jugar en las divisiones inferiores del Torino, en el que alcanzó a disputar un partido con el primer equipo. Tras dos años fue traspasado al AS Varese 1910 en 1998 y al ChievoVerona el 2000, pero prontamente fue cedido por dos temporadas al SPAL 1907. Consiguió la titularidad tras su regreso al Chievo en 2002. Durante los siguientes años cooperó en clasificaciones a la Liga Europa de la UEFA y a la Liga de Campeones de la UEFA, torneos que también disputó. Se quedó en el equipo tras descender a la Serie B al final de la temporada 2006-07 y se transformó en capitán en la siguiente, en la que ayudó a ganar el título de liga y volver a la Serie A. A lo largo de su carrera Pellissier consiguió diversos récords con el ChievoVerona, lo que lo transformó en un ídolo de la afición. Es el máximo goleador del equipo en torneos oficiales además de ser el jugador con más partidos en el club. Al final de la temporada 2018-19 anunció su retiro del fútbol profesional. 
A nivel de selecciones jugó cinco partidos con el equipo italiano sub-17 en 1997. También disputó un encuentro a nivel adulto en 2009, en el que anotó un gol.

## Trayectoria

### Primeros años
Pellissier, originario de Aosta,comenzó a jugar al fútbol en el valle homónimo. Con doce años le anotó un triplete al Torino FC jugando por el Fenusma, equipo de su localidad, en un torneo disputado en las ciudades de Nus y Fénis, lo que llamó la atención del club. Se trasladó solo a la ciudad de Turín, pero después de un tiempo quiso volver a su hogar, por lo que volvió con Torino cuando cumplió catorce. Debutó con el primer equipo en un partido de la Serie B contra el Salernitana durante la temporada 1996-97. En 1998 ganó el Torneo Viareggio como parte del equipo sub-21 del Torino y también disputó un encuentro de la Copa Italia 1998-99. Después fue cedido al AS Varese, de la Serie C1, donde jugó cincuenta y tres partidos y anotó nueve goles entre septiembre de 1998 y principios del 2000.

### Chievo 2002-2011
El 2000 firmó por el ChievoVerona, pero fue cedido al SPAL 1907 durante su primer año, tiempo en que anotó diecisiete goles en cuarenta y cuatro partidos. Regresó al Chievo durante la temporada 2002-03, en la que debutó en la Serie A el 22 de septiembre de 2002 tras jugar 46 minutos en la derrota 2-1 contra el Brescia Calcio. El 2 de noviembre del mismo año anotó su primer gol con el club en la victoria por la mínima contra el Parma.  En esa temporada jugó veinticinco encuentros de liga y anotó cinco goles, dos de ellos de manera consecutiva en encuentros contra el Piacenza y el Como. También participó en cuatro partidos de Copa Italia y en uno válido por la Copa de la UEFA 2002-03, en el que ingresó al minuto 79 en reemplazo de Massimo Marazzina en la segunda llave contra el Estrella Roja de Belgrado.
En la temporada 2003-04 jugó veintisiete encuentros de liga y anotó en tres ocasiones, dos de ellas contra el Siena en la victoria por 2-1, con lo que consiguió su primer doblete. En la temporada siguiente marcó siete goles en treinta y cuatro partidos, con un doblete al Brescia en el triunfo por 3-1. En 2005-06 Pellissier tuvo su despegue definitivo y contribuyó de manera significativa en la campaña del Chievo: anotó trece de los cincuenta y cuatro goles de su equipo. Entre estos convirtió en cuatro partidos consecutivos, además de dobletes al US Lecce y el Reggina Calcio. Debido al Calciopoli, el equipo consiguió quedar en la cuarta posición tras la resta de puntos a varios clubes, por lo que consiguió la clasificación a la Liga de Campeones de la UEFA 2006-07.
En la Liga de Campeones, Chievo fue eliminado por el Levski Sofia tras perder en la ida por 2-0 y empatar en la vuelta 2-2; Pellissier participó de ambos encuentros y no anotó. El equipo también perdió en la Copa de la UEFA contra el Sporting Braga en la primera ronda, sin el jugador en ninguno de los partidos. La temporada 2006-07 resultó exitosa en el ámbito personal para Pellissier: recibió el premio «Cangrande de Bentegodi», entregado por elección de los hinchas al mejor jugador de la temporada; y anotó nueve goles en treinta y seis partidos. Sin embargo, Chievo descendió a la Serie B por primera vez en su historia.
Pellissier decidió quedarse en el equipo a pesar del descenso y se transformó en capitán para la temporada 2007-08. Fue clave para el club y jugó un rol fundamental en la obtención del título de la Serie B y el regreso a la primera división. Además, consiguió anotar en veintidós ocasiones, la mayor cantidad de su carrera, y recibió por segunda vez el «Cangrande de Bentegodi». Su récord goleador superó la marca establecida por Raffaele Cerbone de veinte goles en un año con el ChievoVerona.
En el regreso de su equipo a la Serie A participó en los treinta y ocho partidos de liga y anotó trece goles, dos de ellos a la Lazio en la victoria por 3-0 del 15 de marzo de 2009 en el Estadio Olímpico de Roma. Tres semanas después, metió su primer triplete en el empate 3-3 contra la Juventus; que además siguió con un doblete al Siena el 19 de abril. Su desempeño le valió recibir por tercera vez consecutiva el «Cangrande de Bentegodi». Para la temporada 2009-10 jugó treinta y cinco partidos y marcó once goles, con anotaciones consecutivas durante las fechas 3 y 4, la 21 y 22, y 34 y 35. Durante 2010-11 el jugador tuvo la misma cantidad de partidos y goles que la temporada anterior; con dobletes al Napoli, en el triunfo por 3-1, y al Brescia, victoria por 3-0. Además, jugó su partido trescientos con la camiseta del ChievoVerona el 6 de febrero de 2011 en la derrota por 2-1 contra la Lazio.

## Selección nacional
Pellisier disputó cinco partidos con la selección sub-17 de Italia entre abril y mayo de 1997, sin anotar goles. En mayo de 2009, el en ese entonces técnico de la selección mayor, Marcello Lippi, lo convocó para disputar un amistoso contra Irlanda del Norte. El día del encuentro, el 6 de junio, ingresó al campo de juego al minuto 62 para reemplazar a Giampaolo Pazzini y once minutos después convirtió el 3-0 definitivo. Sobre su debut mencionó: «es un sueño hecho realidad. La azzurra es la cereza del pastel de una temporada extraordinaria. Sin embargo, todo el mérito es del Chievo, no mío.» Este fue el único encuentro que disputó Pellisier en el combinado adulto.

## Estilo de juego
Es un delantero versátil que puede jugar por toda la línea ofensiva, aunque generalmente se colocaba libre como segundo delantero, posición en la que prefiere jugar junto a un delantero centro más físico, para aprovechar de enlazarse con los demás compañeros y crear ocasiones de gol. También puede jugar como primera punta o extremo derecho por su tendencia a abrirse por la banda, recortar al centro y definir de zurda. Los medios deportivos han reconocido en Pellisier su precisión con el balón dentro y fuera del área, su trabajo defensivo, sus movimientos sin pelota y su capacidad de llegar al área y generar espacios para sus compañeros o entregar pases. Su carrera ha destacado por su extensión, además de su lealtad y liderazgo en el Chievo.

## Estadísticas
Actualizado al 27 de mayo de 2017.
| Temporada     | Club          | Campeonato    | Campeonato | Campeonato | Copa Nacional | Copa Nacional | Copa Nacional | Torneos internacionales | Torneos internacionales | Torneos internacionales | Otros torneos | Otros torneos | Otros torneos | Total | Total |
| Temporada     | Club          | Div.          | Part.      | Goles      | Copa          | Part.         | Goles         | Copa                    | Part.                   | Goles                   | Copa          | Part.         | Goles         | Part. | Goles |
| ------------- | ------------- | ------------- | ---------- | ---------- | ------------- | ------------- | ------------- | ----------------------- | ----------------------- | ----------------------- | ------------- | ------------- | ------------- | ----- | ----- |
| 1996-1997     | Torino        | B             | 1          | 0          | CI            | 0             | 0             | -                       | -                       | -                       | -             | -             | -             | 1     | 0     |
| 1997-1998     | Torino        | B             | 0          | 0          | CI            | 1             | 0             | -                       | -                       | -                       | -             | -             | -             | 1     | 0     |
| Total Torino  | Total Torino  | Total Torino  | 1          | 0          |               | 1             | 0             |                         | -                       | -                       |               | -             | -             | 2     | 0     |
| 1998-1999     | Varese        | C1            | 27         | 4          | CI de la C1   | 3             | 1             | -                       | -                       | -                       | -             | -             | -             | 30    | 5     |
| 1999-2000     | Varese        | C1            | 26         | 5          | CI de la C1   | 4             | 4             | -                       | -                       | -                       | -             | -             | -             | 30    | 9     |
| Total Varese  | Total Varese  | Total Varese  | 53         | 9          |               | 0             | 0             |                         | -                       | -                       |               | -             | -             | 60    | 14    |
| 2000-2001     | SPAL          | C1            | 14         | 3          | CI de la C1   | 1             | 0             | -                       | -                       | -                       | -             | -             | -             | 15    | 3     |
| 2001-2002     | SPAL          | C1            | 30         | 14         | CI de la C1   | 5             | 4             | -                       | -                       | -                       | -             | -             | -             | 35    | 18    |
| Total Spal    | Total Spal    | Total Spal    | 44         | 17         |               | 0             | 0             |                         | -                       | -                       |               | -             | -             | 50    | 21    |
| 2002-2003     | Chievo        | A             | 25         | 5          | CI            | 4             | 0             | CU                      | 1                       | 0                       | -             | -             | -             | 30    | 5     |
| 2003-2004     | Chievo        | A             | 27         | 3          | CI            | 1             | 0             | -                       | -                       | -                       | -             | -             | -             | 28    | 3     |
| 2004-2005     | Chievo        | A             | 34         | 7          | CI            | 0             | 0             | -                       | -                       | -                       | -             | -             | -             | 34    | 7     |
| 2005-2006     | Chievo        | A             | 34         | 13         | CI            | 2             | 0             | -                       | -                       | -                       | -             | -             | -             | 36    | 13    |
| 2006-2007     | Chievo        | A             | 36         | 9          | CI            | 1             | 0             | UCL+CU                  | 2 +0                    | 0                       | -             | -             | -             | 39    | 9     |
| 2007-2008     | Chievo        | B             | 37         | 22         | CI            | 1             | 0             | -                       | -                       | -                       | -             | -             | -             | 38    | 22    |
| 2008-2009     | Chievo        | A             | 38         | 13         | CI            | 1             | 1             | -                       | -                       | -                       | -             | -             | -             | 39    | 14    |
| 2009-2010     | Chievo        | A             | 35         | 11         | CI            | 1             | 1             | -                       | -                       | -                       | -             | -             | -             | 36    | 12    |
| 2010-2011     | Chievo        | A             | 35         | 11         | CI            | 0             | 0             | -                       | -                       | -                       | -             | -             | -             | 35    | 11    |
| 2011-2012     | Chievo        | A             | 35         | 8          | CI            | 1             | 0             | -                       | -                       | -                       | -             | -             | -             | 36    | 8     |
| 2012-2013     | Chievo        | A             | 24         | 5          | CI            | 1             | 1             | -                       | -                       | -                       | -             | -             | -             | 25    | 6     |
| 2013-2014     | Chievo        | A             | 22         | 1          | CI            | 1             | 0             | -                       | -                       | -                       | -             | -             | -             | 23    | 1     |
| 2014-2015     | Chievo        | A             | 27         | 7          | CI            | 1             | 0             | -                       | -                       | -                       | -             | -             | -             | 28    | 7     |
| 2015-2016     | Chievo        | A             | 19         | 5          | CI            | 1             | 0             | -                       | -                       | -                       | -             | -             | -             | 20    | 5     |
| 2016-2017     | Chievo        | A             | 30         | 9          | CI            | 1             | 1             | -                       | -                       | -                       | -             | -             | -             | 31    | 10    |
| Total Chievo  | Total Chievo  | Total Chievo  | 458        | 129        |               | 17            | 4             |                         | 3                       | 0                       |               | -             | -             | 478   | 133   |
| Total carrera | Total carrera | Total carrera | 556        | 155        |               | 18            | 4             |                         | 3                       | 0                       |               | -             | -             | 590   | 168   |